# Диценбах
Диценбах (њем. Dietzenbach) општина је у њемачкој савезној држави Хесен. Једно је од 13 општинских средишта округа Офенбах. Посједује регионалну шифру (AGS) 6438001.

## Географски и демографски подаци
Диценбах се налази у савезној држави Хесен у округу Офенбах. Општина се налази на надморској висини од 135 метара. Површина општине износи 21,7 км². У самом мјесту је, према процјени из 2010. године, живјело 33.067 становника. Просјечна густина становништва износи 1.526 становника/км².

## Међународна сарадња
| Мјесто | Држава    | Врста сарадње | Од    |
| ------ | --------- | ------------- | ----- |
| Масаја | Никарагва | партнерство   | 1985. |
|        | Француска | партнерство   | 1976. |
|        | Чешка     | партнерство   | 1986. |
| Извор  |           |               |       |